# Venafro
Venafro (Venafrë in dialetto locale) è un comune italiano di 10 735 abitanti della provincia di Isernia in Molise.
Ha origini molto antiche, risalenti al popolo italico dei Sanniti, dove nel III secolo a.C. combatterono aspramente contro Roma durante le guerre sannitiche. Nell'89 a.C. Venafrum fu teatro di uno scontro decisivo contro Roma dove guerreggiò il gruppo dei popoli della "Lega italica", nella cosiddetta "Guerra sociale". Nel Medioevo, fu invasa dai Longobardi, e divenne dal VI secolo sede di una diocesi, nonché importante centro di passaggio da Molise e Abruzzo per Napoli. Dal XV secolo fu di proprietà della famiglia Pandone, che contribuì alla ripresa economica del centro. Nel 1860 ospitò Vittorio Emanuele II in viaggio per l'incontro con Giuseppe Garibaldi.
Il centro storico si presenta sotto aspetto di borgo fortificato lungo la scarpata della montagna, distante dall'antico centro romano, identificato nella zona dell'anfiteatro. Il punto più alto del borgo è il Castello Pandone, mentre la Cattedrale, seguendo lo schema delle antiche città normanno-longobarde, si trova fuori le mura. L'assetto urbanistico è molto preciso, scandito da cardo e decumano, e risente dell'influsso architettonico del barocco napoletano. Presso il centro si trovano altri due monumenti importanti: il cimitero militare francese di guerra, e il convento di San Nicandro, divenuto santuario già ai tempi della visita di Padre Pio nei primi anni del '900, necessitando di cure mediche per le sue malattie.

## Geografia fisica

### Territorio
Il comune è situato nell'estremo Molise occidentale ai confini con il Lazio e la Campania (è anche uno dei quattro comuni della regione Molise, insieme a Pizzone, Pozzilli e Tufara, il cui territorio confina con due regioni) e sorge ai piedi del monte Santa Croce (1.026 m s.l.m.), ad un'altezza di 222 m s.l.m., mentre l'altezza del territorio comunale varia da 158 a 1.205 m s.l.m. Il territorio comunale si estende nella omonima piana, attraversata dai fiumi Volturno e San Bartolomeo, le cui sorgenti sono localizzate proprio nel centro di Venafro, lì dove si trova il laghetto "la pescara". I rilievi principali che circondano la piana in ordine di altitudine sono: Monte Sambucaro (1205 m), Monte Cesima (1180 m), Monte Corno (1054 m), Monte Santa Croce o Cerino (1026 m), Colle San Domenico (921 m).
Un tempo parte della provincia di Terra di Lavoro (conosciuta anche con il nome di Liburia), era situata in Campania, territorio con il quale presenta tuttora affinità linguistico-culturali, ma nel 1863 venne annessa all'attuale Molise ed è oggi conosciuta come porta del Molise e riveste una grande importanza socio-economica nel panorama molisano, grazie allo sviluppo del vicino nucleo industriale che costituisce il quarto polo industriale della regione.
È punto di transito obbligato dalla Campania (attraverso la strada statale 85 "Venafrana" oppure, in caso di tragitti sud-est con la nuova Variante Esterna, inaugurata a settembre 2008, che evita il centro abitato) o dal Lazio (attraverso la SS 6 - dir., la diramazione della strada statale 6 Casilina verso Cassino).

### Clima
In base alla media trentennale di riferimento 1961-1990, la temperatura media del mese più freddo, gennaio, si attesta a +6,8 °C; quella del mese più caldo, agosto, è di +24,9 °C.
| Venafro            | Mesi | Mesi | Mesi | Mesi | Mesi | Mesi | Mesi | Mesi | Mesi | Mesi | Mesi | Mesi | Stagioni | Stagioni | Stagioni | Stagioni | Anno |
| Venafro            | Gen  | Feb  | Mar  | Apr  | Mag  | Giu  | Lug  | Ago  | Set  | Ott  | Nov  | Dic  | Inv      | Pri      | Est      | Aut      | Anno |
| ------------------ | ---- | ---- | ---- | ---- | ---- | ---- | ---- | ---- | ---- | ---- | ---- | ---- | -------- | -------- | -------- | -------- | ---- |
| T. max. media (°C) | 10,1 | 10,8 | 14,7 | 18,6 | 22,5 | 27,3 | 30,5 | 30,8 | 26,5 | 21,1 | 15,2 | 11,5 | 10,8     | 18,6     | 29,5     | 20,9     | 20,0 |
| T. min. media (°C) | 0,7  | 1,1  | 2,8  | 6,2  | 11,5 | 15,3 | 18,2 | 18,5 | 15,9 | 11,4 | 6,6  | 1,5  | 1,1      | 6,8      | 17,3     | 11,3     | 9,1  |

La città di Venafro si trova in una piana circondata da monti e ciò rende il clima di tipo sub-continentale temperato con escursioni termiche mediamente accentuate. Il punto più alto del centro abitato (il centro storico) raggiunge i 245 m s.l.m., mentre nella piana mediamente l'altitudine è compresa tra i 170 e 190 m s.l.m.
L'inverno risulta essere moderatamente freddo con temperature notturne che nei periodi anticiclonici sovente si attestano al di sotto dello zero. Le precipitazioni sono frequenti ed abbondanti mentre le nevicate si limitano a pochi e rari episodi di debole entità con lievi accumuli. Le ondate di freddo sono causate dall'arrivo di venti nord-orientali che rendono il clima rigido ma prevalentemente soleggiato; raramente si verificano nevicate in queste occasioni.
L'estate è molto calda con temperature che si spingono frequentemente al di sopra dei 30 °C e con condizioni di afa piuttosto ricorrenti. Nelle ondate di caldo più intense è possibile raggiungere i 36 °C -38 °C. La stabilità estiva è interrotta dai temporali pomeridiani, tipici delle zone interne. La ventilazione invece risulta essere prevalentemente debole.
La primavera e l'autunno sono stagioni miti con frequenti precipitazioni, soprattutto in ottobre e novembre, talvolta abbondanti. Essendo stagioni intermedie gli sbalzi di temperatura sono molto importanti; non mancano episodi di freddo soprattutto in primavera, così come non mancano scampoli di estate in autunno.
La piovosità media annua si aggira intorno ai 1100–1300 mm e si concentra nel semestre freddo, in estate le precipitazioni sono limitate ai periodici temporali pomeridiani.

## Storia
Benché la sua fondazione sia attribuita a Diomede, personaggio della mitologia greca figlio di Tideo e di Deipile, ha nell'antico nome di Venafrum origini sannitiche
Nella piana, in diversi punti sono stati rinvenuti numerosi reperti che fanno pensare all'esistenza di insediamenti umani già in epoca preistorica. Durante la Guerra sociale, il frentano Mario Egnazio la espugnò a tradimento e fece strage di sei coorti romane. Anche Silla la rase al suolo. Nel gennaio del 49 a.C. Pompeo Magno venendo da Teano, vi fece sosta. Ma le prime notizie certe dell'esistenza di Venafro risalgono al 300 a.C. quando si trovava sotto la giurisdizione dei romani con Massimiliano, rivestendo subito un ruolo importante e strategico tanto da essere Colonia romana con Augusto (Colonia Augusta Julia Venafrum), e recepì la caratteristica sistemazione urbanistica, parzialmente conservata nell'abitato attuale. In epoca augustea molta attenzione fu data all'acquedotto (Rivus Venafranus) che portava l'acqua del fiume Volturno da Rocchetta a Volturno a Venafro.
Fra il 774 ed il 787 la piana di Venafro fu attraversata dalle truppe di Carlo Magno che si scontrarono con quelle dei Longobardi del Principato di Benevento.
Subì gravi danni nel terremoto del 1349 ed in quello del 1456.
Nel 1495 dette ospitalità alle truppe di Carlo VIII di Francia di passaggio alla conquista del Regno di Napoli (Ferdinando II di Aragona).
Dopo il periodo buio del Medioevo che ha visto Venafro sprofondare in miseria e malattie, nei secoli successivi la città visse un'epoca di espansione e di benessere, basti pensare alle numerose costruzioni risalenti a questa epoca che hanno cambiato il volto della città con monumentali chiese e palazzi.
Venafro è sede vescovile dal V secolo. Ultimi feudatari furono i Savelli, i Peretti, i Caracciolo di Miranda.
Nel 1805 un terremoto distrusse la città
Nel 1811 venne istituito il distretto di Piedimonte d'Alife, nel quale andava a ricadere tutta l'area nord-orientale del distretto di Capua ed i circondari di Venafro e Colli distaccati dal distretto di Sora. Con l'occupazione garibaldina e l'annessione al Regno di Sardegna del 1860 il distretto fu soppresso.
Il 24 ed il 25 ottobre 1860 Venafro ospitò il re Vittorio Emanuele II di Savoia in viaggio per recarsi a Teano ad incontrare Giuseppe Garibaldi. Il Sovrano proveniva da Isernia dove era giunto il 23 ottobre ed aveva preso alloggio nel Palazzo Cimorelli di Isernia, sito nella via che poi prese il Suo nome, ospite di Vincenzo Cimorelli (*5.4.1796 †9.8.1889. Fu Sindaco di Isernia) (Raffaele de Cesare: La fine di un regno, Milano 1969, p. 963). Il giorno successivo era ripartito giungendo a Venafro dove prese alloggio nel Palazzo Cotugno e successivamente nel Palazzo Cimorelli, ospite di Nicola Cimorelli (*20.2.1823 †2.8.1892: figlio di Vincenzo e Sindaco di Venafro) e di sua moglie Giulia dei Marchesi Parisi di Rignano (*29.3.1833 †19.6.1900). Alla Marchesa Giulia Parisi donò un monile di gran pregio: un bracciale trasformabile in diadema (V. foto). Sul palazzo Cimorelli in Venafro c'è una lapide: «Re Vittorio Emanuele venuto con poche armi e voti di popolo infiniti a consacrare l'Italianità di queste provincie fu in questa casa ospite di Nicola Cimorelli nei dì 24 e 25 ottobre 1860. Il Municipio di Venafro in memoria del fausto avvenimento e del cittadino benemerito pose questo ricordo il 4 marzo 1898 cinquantesimo anniversario delle libertà costituzionali» (Francesco Colitto: Imperatori, Re e Regine nel Molise: Vittorio Emanuele II. S. Giorgio Editrice, Campobasso 1978).- [Vittorio Emanuele II] «partì da Venafro il 25 e passò la notte a Presenzano, nel castello dei Del Balzo, su in cima al colle. La mattina del 26 partì per Teano con una colonna delle truppe di Cialdini; e fra Caianello e Teano s'incontrò con Garibaldi» (De Cesare, Fine di un Regno, 2005 pag. 887, Capone Editore/Edizione del Grifo, Lecce). (Il bracciale-diadema è ora in possesso degli Eredi dei Cimorelli).

Bracciale trasformabile in diadema, monile donato da Vittorio Emanuele II alla Marchesa Giulia Parisi

Fino al 1863 Venafro era compreso nel territorio della Terra di Lavoro della provincia di Caserta ricadendo dapprima nel Distretto di Sora e poi dal 1811 con la nascita del Distretto di Piedimonte d'Alife fu annesso a quest'ultimo. Era capoluogo di circondario prima e di mandamento dopo.
Il 10 maggio 1863 ci fu l'annessione alla provincia di Campobasso, nonostante le polemiche e le proteste della cittadinanza e del consiglio comunale dell'epoca, favorevole invece a rimanere a far parte della provincia di Caserta. Entrò definitivamente a far parte della regione Molise.
Durante la guerra contro il brigantaggio, il Generale Ferdinando Augusto Pinelli fece cancellare Venafro dalla carta topografica.
Nell'ottobre del 1911 il Padre Provinciale, Benedetto da San Marco in Lamis, accompagnò Padre Pio da Pietrelcina, malato, a Napoli dal celebre dottore Antonio Cardarelli, il quale suggerì di condurlo a Venafro. Durante il mese e mezzo passato in questo convento, la fraternità si accorse dei primi fenomeni soprannaturali: estasi divine della durata anche di un'ora e apparizioni diaboliche, di breve durata.
Il 13 aprile 1914 con Regio Decreto (registrato presso la Corte dei Conti il 28 agosto 1914 al Reg. 50, foglio 12) il comune acquisisce negli atti e nel sigillo il titolo di Città di Venafro.
Tra l'autunno del 1943 e la primavera del 1944 fu teatro, come altri paesi dei dintorni (Pozzilli, Filignano, San Pietro Infine ed altri), di aspri combattimenti fra i Tedeschi, asserragliati sulle montagne a nord e gli Anglo-Franco-Statunitensi, lungo la linea Gustav, per la conquista di Cassino e Montecassino.
Scambiata per quest'ultima dai piloti anglo-americani, Venafro venne colpita duramente dai bombardamenti alleati il 15 marzo 1944 che causarono circa 400 vittime tra civili e militari.
Il 18 maggio 1944 e per le successive 50 ore le truppe Francesi-Marocchine si macchiarono dello stupro a danno delle donne della città: tale evento venne denominato "Marocchinate" e ne seguì il film La ciociara, diretto da Vittorio De Sica ed interpretato da Sophia Loren, tratto dal romanzo di Alberto Moravia.
Tra il centro abitato di Venafro ed il convento dei Cappuccini, è ubicato il cimitero militare francese dei caduti della seconda guerra mondiale appartenenti al Corps Expeditionnaire Français (CEF) guidato da Alphonse Juin, che nella cittadina pose il suo quartier generale.
Nel 1970 fu inclusa nella neonata provincia di Isernia, di cui fa attualmente parte e sulla cui appartenenza del comune, nei periodi precedenti la sua istituzione, si accese una discussione campanilistica.
Nella primavera del 1984 fu molto danneggiata dal terremoto originatosi nella non lontana Valle di Comino, in provincia di Frosinone.
Nel 1986 le due sedi episcopali della diocesi Isernia e Venafro furono unite aeque principaliter costituendo l'attuale diocesi di Isernia-Venafro. L'antica cattedrale di Santa Maria Assunta assunse il titolo di concattedrale.
Nel 1987 la città fa parte, su segnalazione del Censis, dei 100 comuni della "piccola grande Italia".
Dal 1994, insieme ad altri 338 soci, fa parte dell'A.N.C.O., (Associazione Nazionale Città dell'Olio).
Il 25 aprile 2005 Venafro ha ottenuto la medaglia d'oro al valor civile dal Presidente della repubblica Carlo Azeglio Ciampi per il tragico bombardamento aereo subito il 15 marzo 1944.

### Simboli
Lo stemma di Venafro è stato riconosciuto con Regie Lettere Patenti del 29 novembre 1914.
Il gonfalone è un drappo di azzurro.

## Monumenti e luoghi d'interesse

### Architetture religiose
Il consistente numero di chiese sul territorio venafrano ha dato a Venafro l'appellativo di città delle 33 chiese». Si tratta di molte chiese di dimensioni ed epoche varie che sorgono nel centro storico e nella zona pedemontana. Purtroppo molti luoghi di culto oggi sono chiusi al culto e abbandonati.
- concattedrale di Santa Maria Assunta

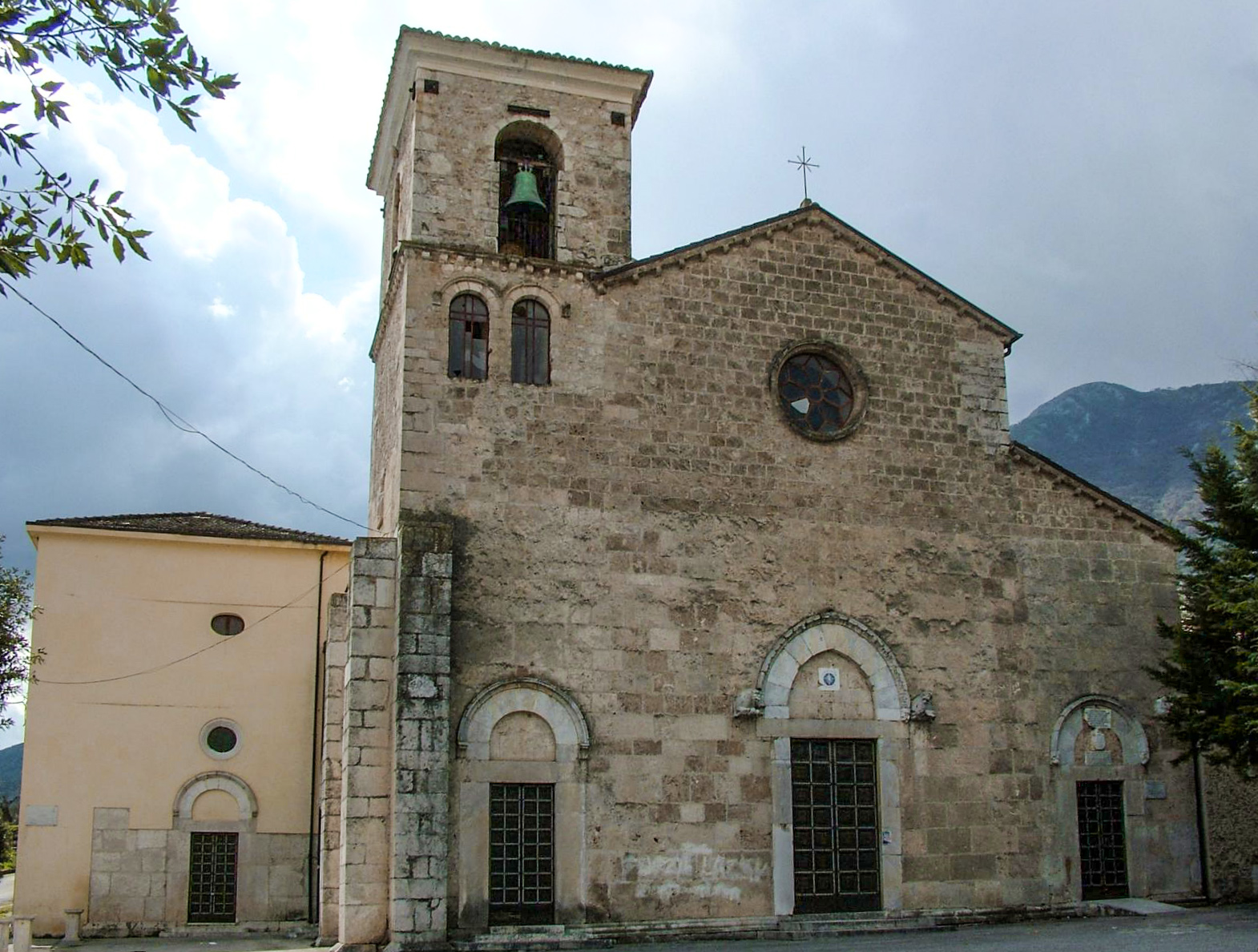
Facciata della concattedrale

Il massimo tempio della città è situato ai piedi del Parco Oraziano. Attualmente è concattedrale della diocesi di Isernia-Venafro. Risalente al V secolo, fu costruita sotto il vescovo Costantino sul luogo in cui già da secoli si trovava un tempio pagano con materiali prelevati da altri monumenti di epoche precedenti (elementi romani e decorazioni cristiane, come il bassorilievo del vescovo Pietro di Ravenna: un rilievo che, per il suo aspetto inconsueto, viene chiamato dagli abitanti "Marzo Settecappotti"). L'interno è a tre navate decorate da opere pittoriche del XIV secolo. Dalla navata laterale destra è possibile accedere alle quattro cappelle laterali. L'attuale aspetto è dovuto a lavori di restauro risalenti agli anni sessanta-settanta che hanno privato la concattedrale delle antiche forme barocche, riportando il luogo sacro all'aspetto gotico-medievale precedente. Sul finire del Seicento fu costruito il cosiddetto "cappellone", una cappella in cui amministrare i sacramenti. La chiesa è dotata di 5 portali, il portale alla destra di quello principale è porta santa fin dal 1500 almeno. La precede una grande piazza, considerata l'inizio dell'antica cinta muraria cittadina.

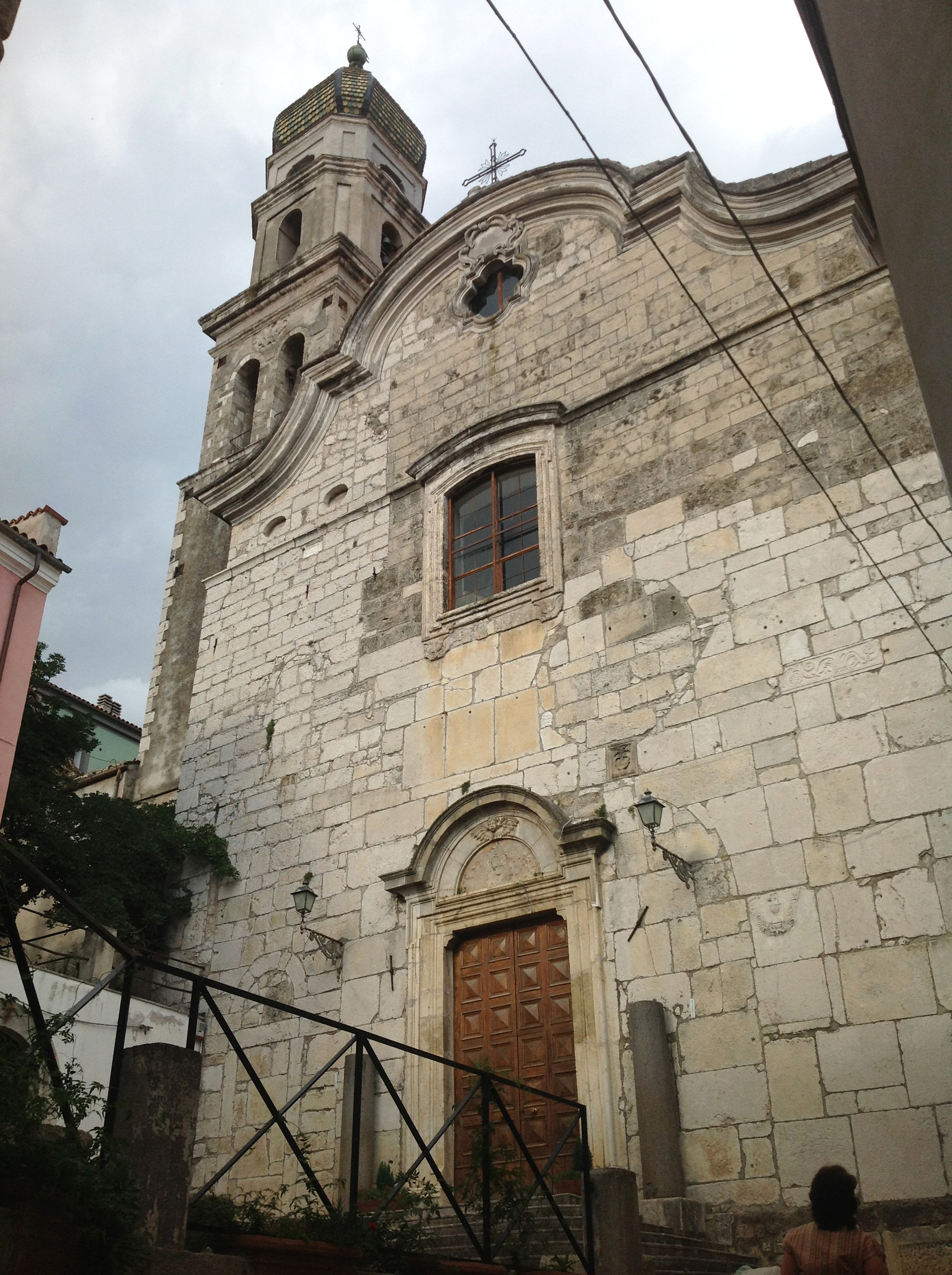
Chiesa dell'Annunziata

- Chiesa dell'Annunziata

È un pregevole esempio di architettura barocca della città di Venafro e dell'intero Molise. Venne costruita nel Trecento dalla "Confraterna dei Flagellanti" tutti nativi di Venafro, ed è stata più volte modificata nel tempo. Fu edificata con materiale proveniente dal vicino teatro romano e aveva una facciata a capanna. Nel corso dei secoli subì importanti opere di restauro e la chiesa assunse l'attuale aspetto baroccheggiante. Presenta un campanile di notevole altezza ed aspetto barocco rinascimentale. L'interno a navata unica conserva un Crocefisso del XIV secolo, una tavola cinquecentesca con Santa Caterina, un dipinto con Madonna e Santi e un organo del 1784, tutti affreschi dei pittori partenopei Giacinto Diano e Paolo Sperduti, allievi di Vanvitelli. In una nicchia laterale è accolto il busto argenteo di San Nicandro assieme alla testa reliquiario in oro e alcune reliquie dei martiri. La chiesa presenta anche una grande cupola affrescata, visibile da ogni punto della città, che immette gran parte della luce nei pressi del presbiterio.
- Basilica dei Santi Nicandro, Marciano e Daria con annesso convento

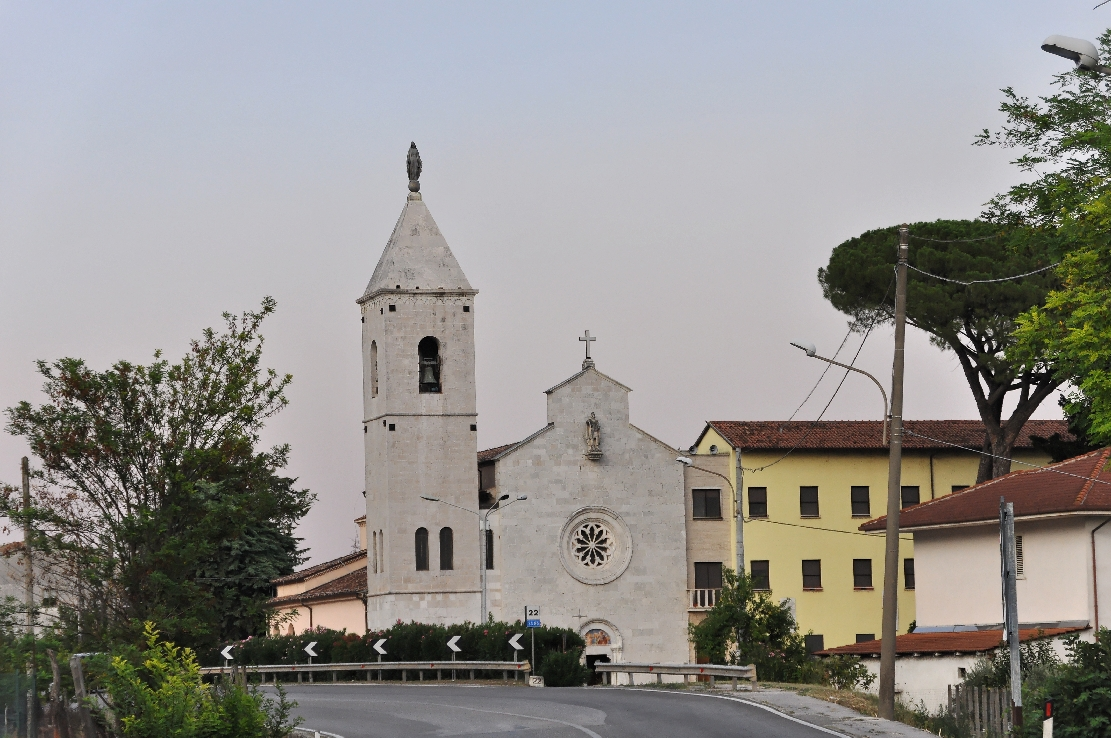
Basilica dei Ss. Martiri Nicandro, Marciano e Daria

Situati alla periferia est della città, sulla strada per Isernia, furono edificati su resti romani, in parte riutilizzati nella costruzione. La chiesa, più volte trasformata e restaurata nel 2001, presenta interno a due navate e conserva un altare in legno intarsiato e pirografato e le opere pittoriche dell'artista molisano Amedeo Trivisonno, che narrano le vicende dei Santi Martiri a cui è dedicata la chiesa. I portali in bronzo sono opera di Alessandro Caetani. Sotto l'altare maggiore si trova la cripta dove è stato rinvenuto il sepolcro di San Nicandro, nei pressi della quale si raccoglie in un pozzetto un liquido misterioso detto "Manna di San Nicandro" a cui vengono attribuite doti miracolose. La chiesa è molto frequentata dai devoti soprattutto in prossimità delle feste patronali dei Santi Martiri.
- Chiesa del Viatico, detta del Cristo

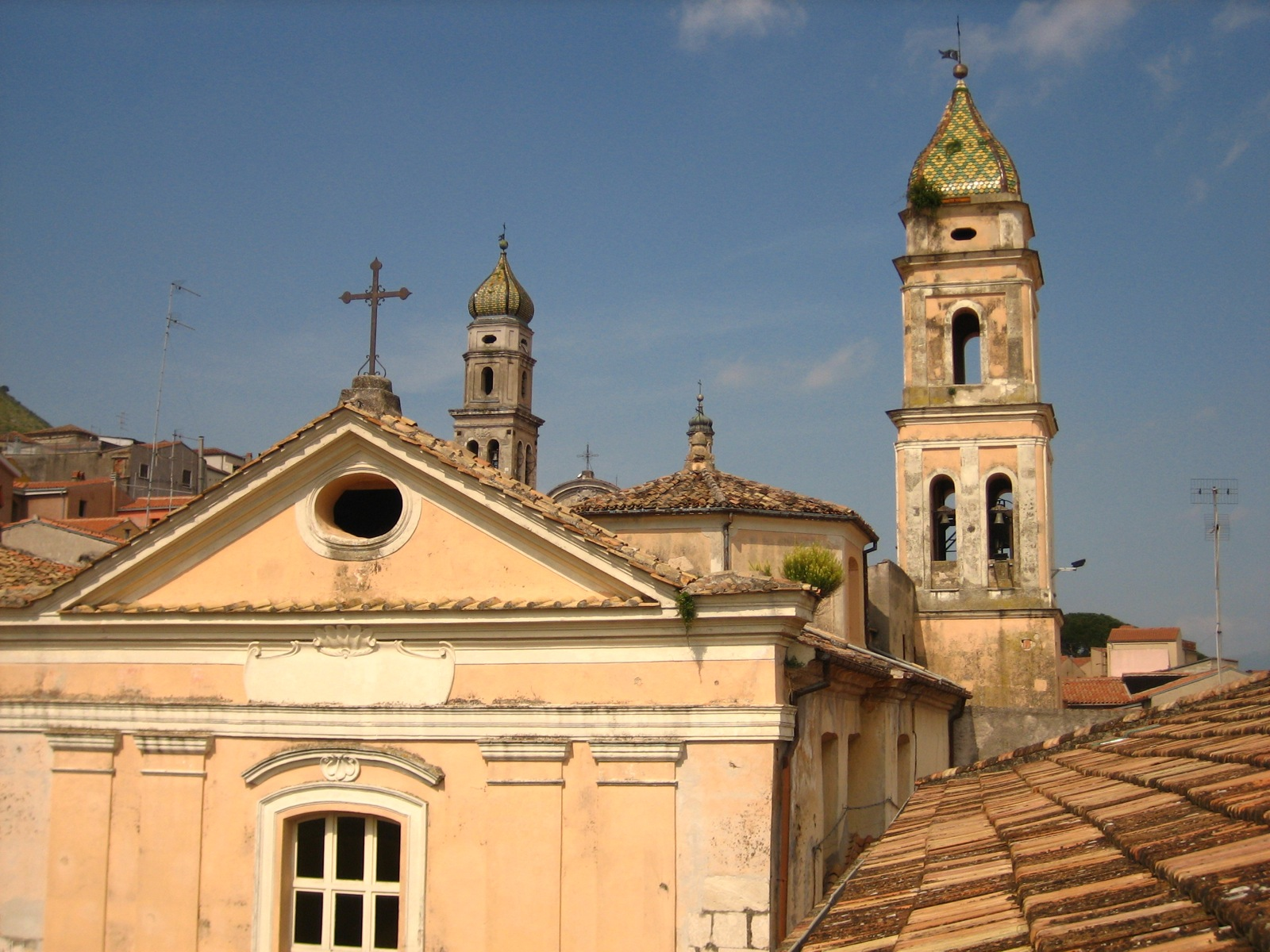
Scorcio della chiesa del Cristo

La chiesa sita in via Cavour fu costruita nella seconda metà del Cinquecento e ampliata, assumendo la forma attuale, nella seconda metà del Seicento. L'interno apparentemente a croce latina e invece a navata unica. Infatti tra l'aula e il presbiterio un finto transetto, limitato ad un accenno, si apre con delle false prospettive in stucco che riescono a dare l'impressione dell'esistenza del transetto. Al suo interno sono presenti stucchi di cornici e capitelli di notevole pregio e fattura. La chiesa racchiude diverse tele pregevoli e in apposite nicchie ci sono le statue dei 4 evangelisti in alto nella navata. La chiesa presenta due piccole cupole senza finestre, un campanile alto dall'aspetto barocco simile a quello dell'Annunziata. La facciata ha un grande finestrone ed è preceduta da una scalinata.
- Chiesa di San Giovanni in Platea, detta di San Francesco

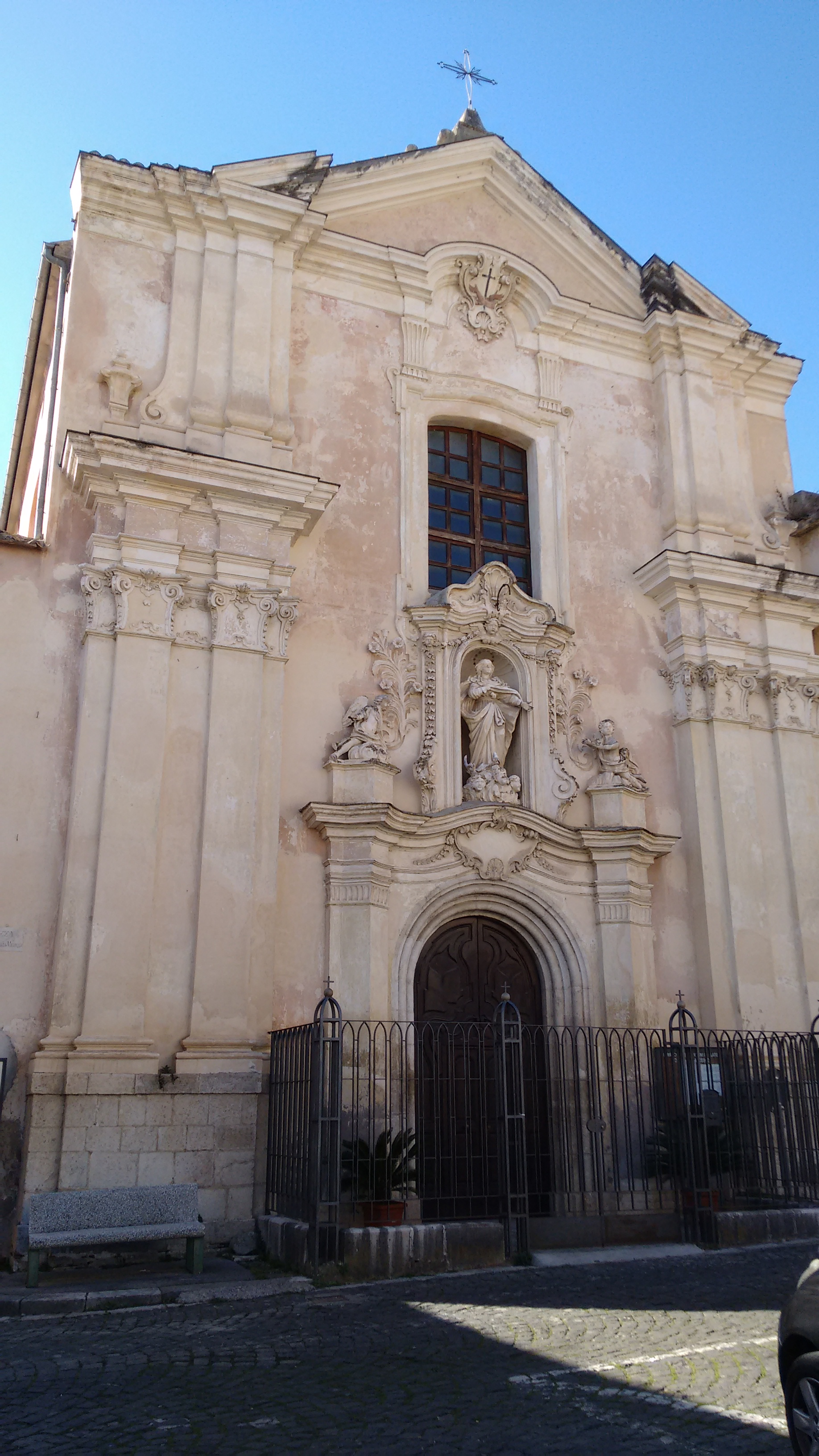
Chiesa di San Francesco

Il tempio sacro sorge in piazza Nicola Maria Merola, dall'aspetto barocco presenta sulla facciata una statua della Madonna Immacolata. La prima edificazione di tale chiesa risale al XIV secolo e la leggenda vuole proprio essere stata fondata da San Francesco. A causa di diversi terremoti è stata più volte chiusa al culto e restaurata o ricostruita. L'interno, a navata unica, nei lati presenta diversi altari di marmo e varie tele raffiguranti diverse scene sacre, sullo sfondo si innalza l'altare marmoreo sul quale si erge un baldacchino dalle forme baroccheggianti all'interno del quale si trova la statua della Madonna sormontata da una corona d'oro. Dalla chiesa è possibile accedere agli scavi sottostanti, visibili anche attraverso una pavimentazione vetrata in alcuni punti, scoperti con il recente restauro determinato dall'evento sismico del 1984.
- Chiesa del Purgatorio, o dei Santi Simeone e Caterina

Questa chiesa è situata in piazza Vittorio Veneto, meglio conosciuta come piazza del mercato. Fu edificata nel XVIII secolo e presenta una facciata elegante che ricalca lo stile barocco del secolo. L'interno è a pianta centrale, di stile barocco con stucchi e fregi ed una piccola cupola decorata.

#### Altre chiese
- chiesa di Sant'Agostino
- chiesa di San Paolo
- chiesa di Sant'Angelo
- chiesa di Sant'Antonio di Padova
- chiesa della Madonna del Carmine
- chiesa di Santa Chiara
- chiesa di Santa Cristina (patronale)
- chiesa di San Sebastiano
- chiesa di San Donato
- chiesetta della Madonna delle Grazie
- chiesa della Madonna di Montevergine (rudere)
- cappella della Madonna delle Rose
- chiesa di San Luigi Orione
- chiesa di Sant'Antuono
- chiesa dei Santi Martino e Nicola
- chiesa della Madonna della Libera (rudere)
- chiesa della Madonna del Rosario (Ceppagna)
- chiesa della Madonna degli Angeli (Vallecupa)
- chiesa comunale del cimitero comunale
- chiesetta del cimitero militare francese
- cappella San Pasquale Baylon nell'ospedale civile
- ex chiesetta di San Pasquale Baylon nel vecchio ospedale
- ex chiesa di Santo Spirito di Majella (privata)
- ex chiesa di Santa Lucia al borgo (privata)
- ex chiesa della Madonna delle Manganelle (rudere)
- ex cappella di San Benedetto (abitazione privata)

### Architetture civili

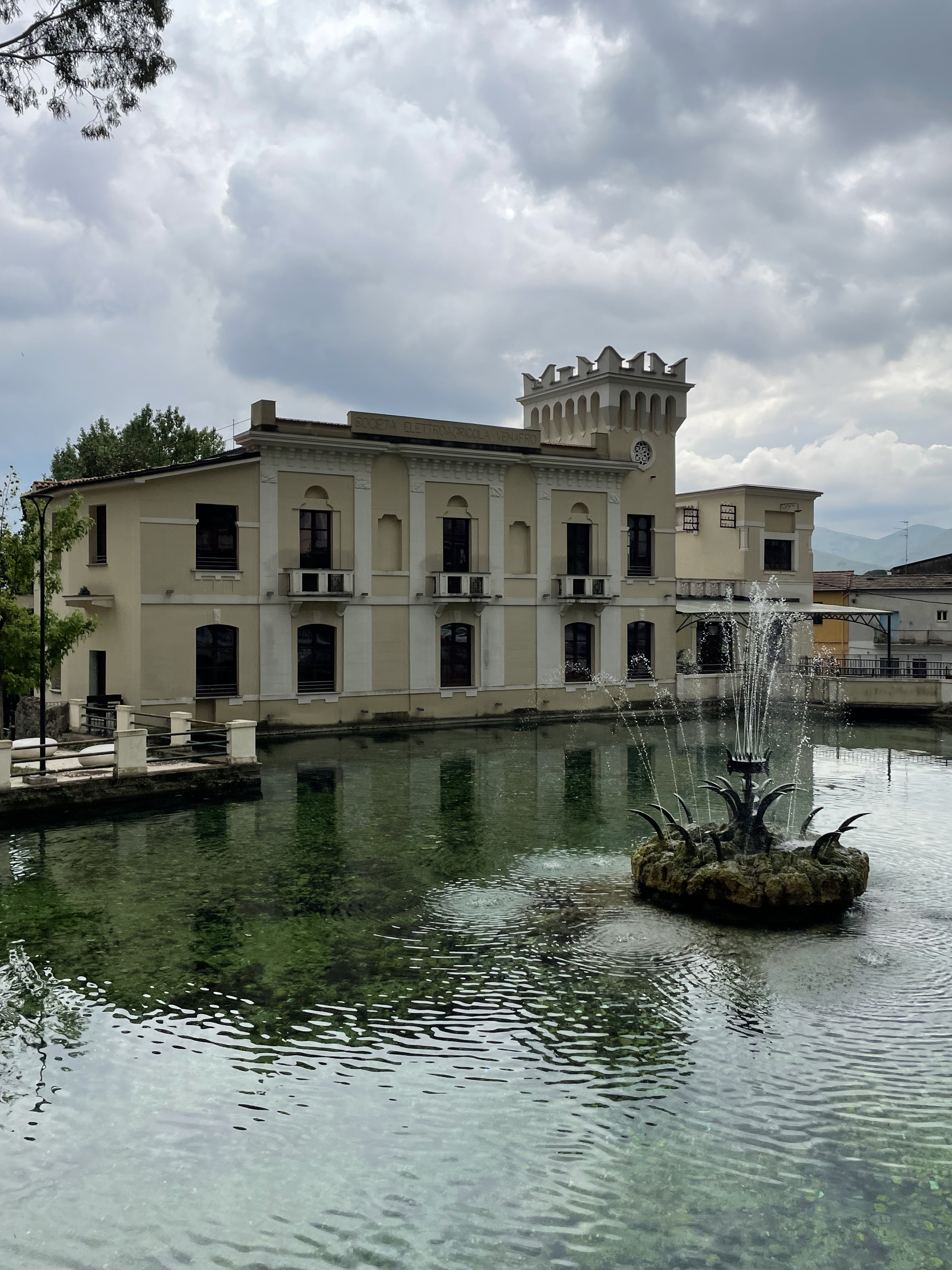
Vista della "Palazzina Liberty" che si affaccia sul laghetto ("la pescara")

- Palazzina Liberty

Edificata agli inizi del XX secolo su un preesistente mulino denominato "Mulino della Corte", era una centrale idroelettrica. Oggi è adibita a centro polifunzionale per manifestazioni culturali.
Venafro è inoltre ricca di palazzi signorili:
- palazzo Cimorelli
- palazzo Armieri
- palazzo del Prete di Belmonte
- palazzo De Bellis
- palazzo De Utris (sede del Museo WinterLine)
- palazzo Fiondella
- palazzo Del Vecchio
- palazzo Melucci
- palazzo Manselli
- palazzo Siravo
- palazzo Passarelli-Cotugno
- palazzo Martino
- palazzo Colicchio
- palazzo De Lellis
- palazzo Giorgio
- palazzo Nola
- palazzo Mancini
- palazzo Vescovile (oggi sede Carsic)
- palazzo degli Uffici (Ex Palazzo Armieri)

### Altro
- Monumento ai caduti

Fu inaugurato il 18 novembre 1923 ad opera dello scultore Torquato Tamagnini. Venne realizzato con le offerte dei venafrani emigrati in America e con i fondi raccolti dal comitato pro monumento con a capo il vescovo del tempo, Mons. Nicola Maria Merola. Ogni anno, il 15 marzo, si commemorano le vittime di tutte le guerre nel ricordo del bombardamento alleato su Venafro proprio in quel giorno di inizio primavera del 1944.
- Monumento al carabiniere

Si tratta di una scultura bronzea posta nell'alto di un piedistallo di marmo, riproducente due mani che sostengono la fiamma dell'Arma. Il monumento è collocato in una piazza centrale di Venafro intitolata proprio al vice Brigadiere Salvo D'Acquisto, l'eroe di Palidoro, che insieme ad altri tre colleghi si è sacrificato per la patria.
- Purtella

È una via  interamente coperta,che collega via delle Vergini con via Silvano svincolandosi sotto le antiche case. Lunga circa 5 m con andamento ad esse, è difficilmente accessibile: vi si entra solo chinandosi..
- Villa Maria

Nel cuore del centro cittadino ci sono i giardini pubblici dell'estensione di circa un ettaro, un ambiente ricco di vegetazione e di acque con il laghetto e ruscelli. Realizzata per volere di Pozzobon e dell'allora sindaco di Venafro Basileo Milano, nella villa si contano un bocciodromo e un campo da basket e pallavolo. Davanti al laghetto della villa sorge la Palazzina Liberty, progettata dall'ingegner Gioacchino Luigi Mellucci, uno tra gli edifici più caratteristici di Venafro, grazie alla sua architettura ed alla sua ubicazione nel laghetto cittadino, l’edificio oggi è sede integrante del comune ed è inoltre sede di un ufficio per la promozione turistica.

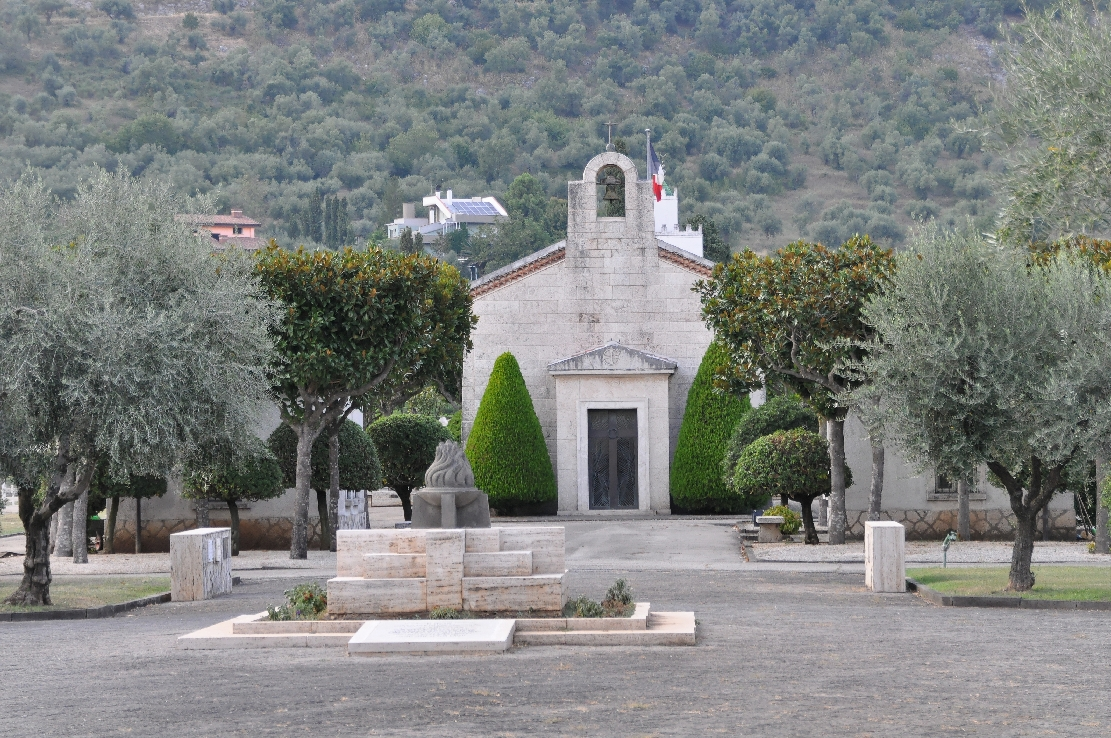
Cimitero militare francese

- Cimitero militare francese

Uscendo dalla città lungo la Strada statale 85 Venafrana direzione Isernia, su un'estesa zona pianeggiante (76.000 m²) si trova il cimitero di guerra francese (Cimetière Militaire Français de Venafro), nel quale sono poste circa 6000 tombe di soldati del Corps expéditionnaire français en Italie (ma molte sono state esumate), di cui circa due terzi di origine marocchina, algerina e tunisina, oltre ad altri provenienti da altre regioni africane (senegalesi?), caduti in gran parte durante la battaglia di Cassino (nov.1943-mag.1944) e nell'aggiramento di Montecassino. Qui sono state traslate le sepolture di Miano. Per essi è stato eretto un monumento che richiama esplicitamente i minareti nord-africani, decorato con piastrelle di ceramica azzurre, che risaltano sul bianco calce delle mura, e con alcune iscrizioni. Al suo interno vi sono alcune tombe, di cui una al milite ignoto musulmano, e tre dedicate a militi con nome, uno Tunisino, uno Algerino, uno Marocchino. Tutte le tombe sono disposte sull'asse Nord-Est Sud-Ovest, con le lapidi rivolte a Nord-Est, ad eccezione di alcune tombe, poste dietro il minareto, di soldati ebrei (riconoscibili dalla stella a sei punte sulla lapide) e animisti (che sulla lapide hanno un "agnostico" sole stilizzato). Questa disposizione delle tombe suggerisce la possibilità che i caduti musulmani, qualora siano stati disposti sul fianco destro, abbiano il volto rivolto verso la Mecca. Su ciascuna lapide è riportato il nome (se noto) e la dicitura (in francese) "Mort pour la France" (morto per la Francia). È da notare che anche fra le tombe cristiane sono riconoscibili nomi arabi e africani.

### Siti archeologici

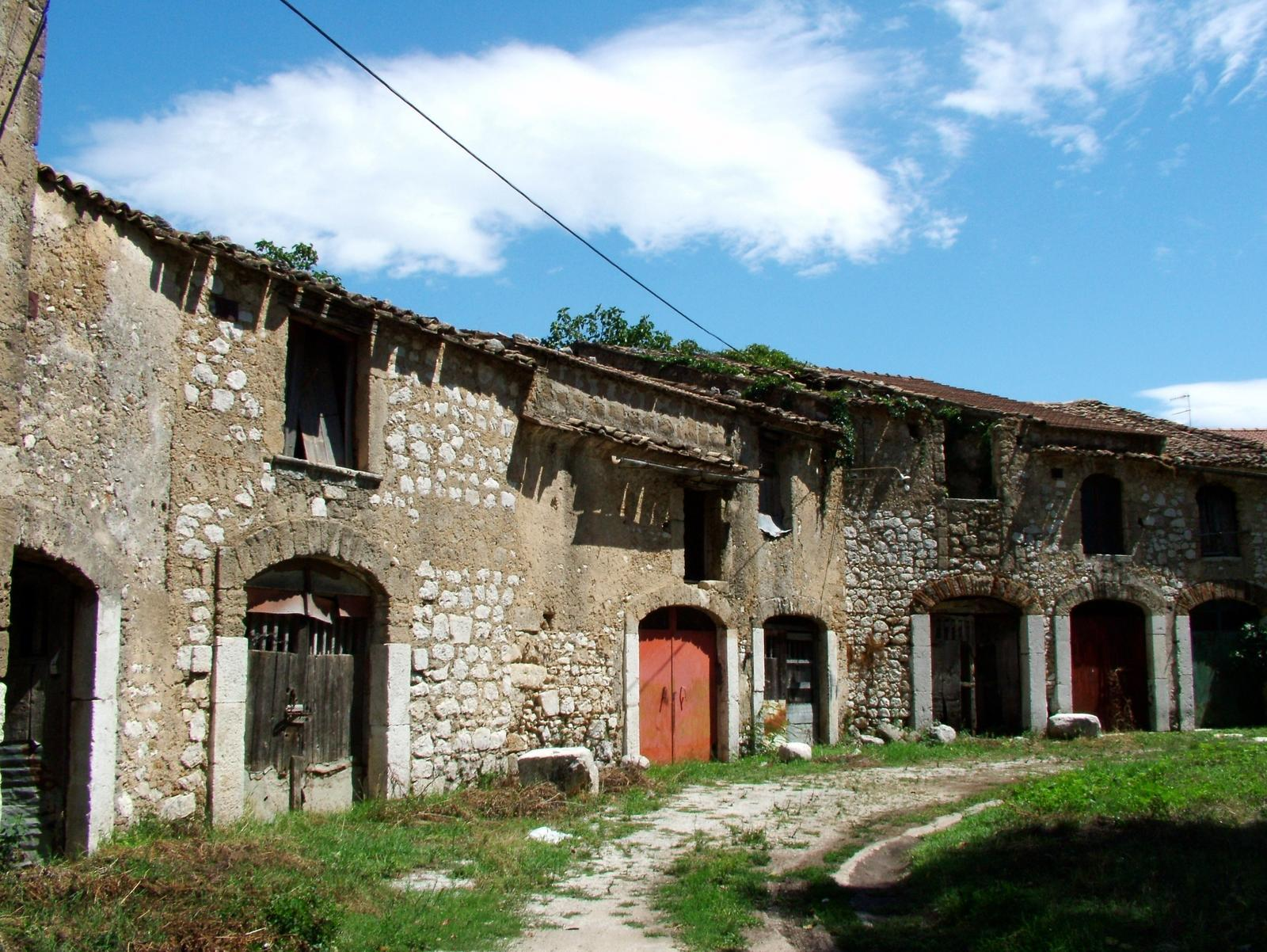
Le case del Verlasce

- Anfiteatro romano, detto Verlasce

È collocato nel centro moderno di Venafro; nonostante nel tempo abbia subito delle sovrapposizioni medievali e seicentesche, rimane visibile la pianta ellittica. L'ellisse aveva il diametro maggiore di 110 metri e quello minore di 85. Si ritiene che le gradinate potessero contenere fino a 15.000 spettatori. Fino a qualche tempo fa, prima che diventasse proprietà statale, in questa struttura erano ospitate le stalle e i depositi di attrezzi agricoli. Questo monumento, unico in Italia insieme al "Parlascio" di Lucca, oggi è in fase di restauro dopo un periodo di relativo abbandono. Un tempo nei giorni della festività patronale si svolgeva una divertente e caratteristica "corsa dei ciucci" e altri giochi popolari. Un interessante restauro sta riportando all'antico splendore questo luogo suggestivo e particolare sito in pieno centro urbano. Sembra che la struttura debba il suo nome, similmente a quanto accade per numerosi altri anfiteatri di città d'Italia come ad esempio a Firenze, dal latino perilasium, che a sua volta viene dal greco perielasis ("girare intorno").
- Teatro romano

Situato a monte dell'ultimo decumano, è di notevoli dimensioni e consiste di una scena (frons scaena) di circa 60 m, con una cavea capace di ospitare 3.500 spettatori. Dopo i vari scavi effettuati e gli interventi per riportarlo alla luce, anche questo monumento risulta abbandonato insieme al vicino odéon. Il teatro dimostra come la città romana fosse nel suo pieno splendore dotata di strutture di intrattenimento tipiche dei centri più importanti. Caratteristica unica del mondo romano è la costruzione di questo teatro nei pressi di un monte così come avveniva per i teatri greci che venivano scavati nella roccia.
- Acquedotto romano di Venafro

I suoi resti sono visibili nei pressi del centro storico, ma l'opera attraversava anche il territorio comunale di Pozzilli e Montaquila. L'opera riforniva la città dell'acqua proveniente dalle sorgenti del Volturno.
- Cinta muraria della città antica

Presenta una fase di epoca sannitica risalente al IV secolo a.C. ed una in opera poligonale del I secolo a.C.
- Altri siti archeologici romani

Nell'area della Concattedrale sono stati scoperti numerosi resti di ville romane. Nella piana di Venafro sono state ritrovate una necropoli,una villa romana e quattro sepolture.

### Architetture militari

#### Castello Pandone

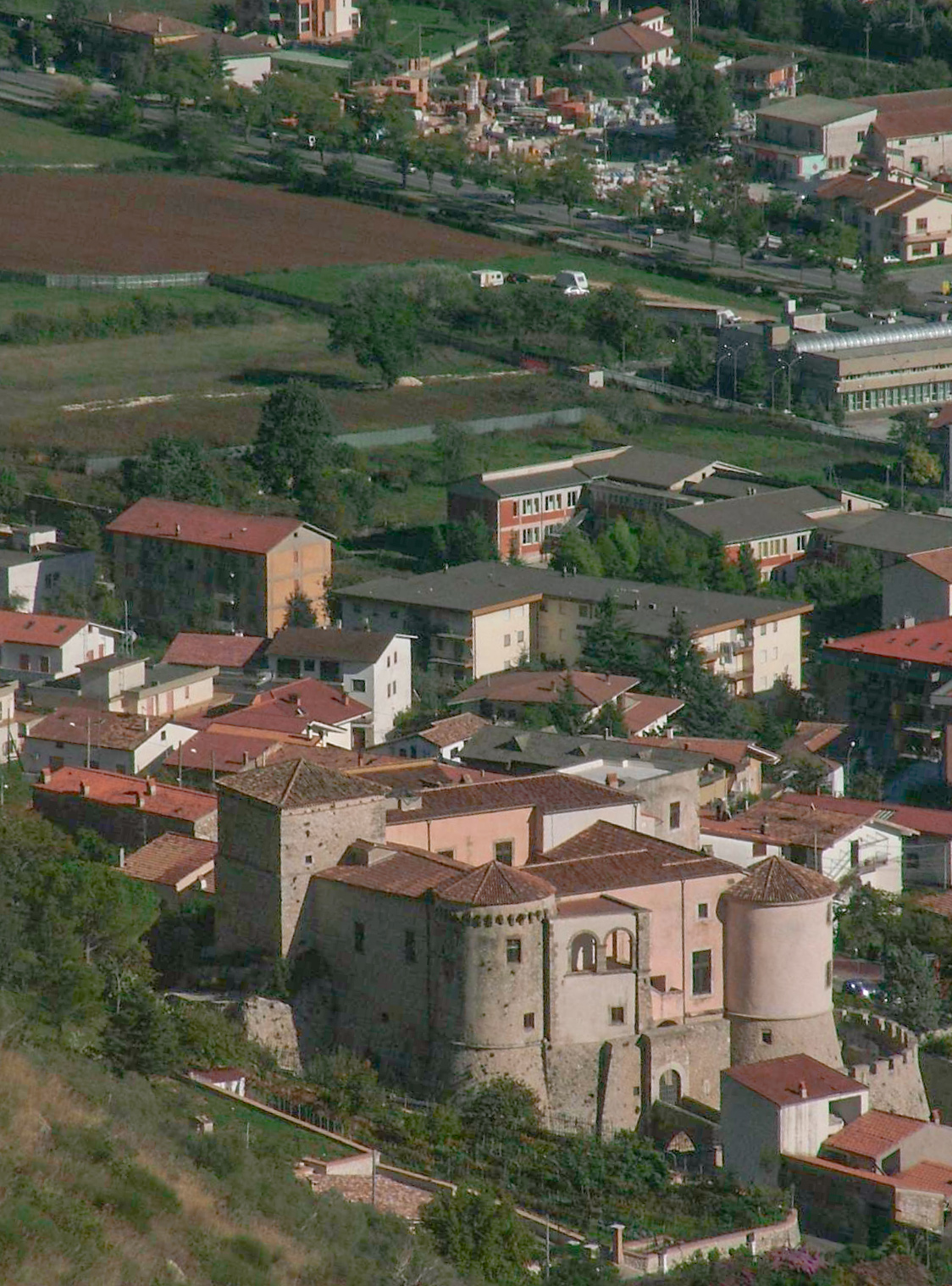
Il castello visto dalle pendici del Monte Croce

Situato ai limiti nord-occidentali della Venafro romana, il Castello Pandone trae origine da una fortificazione megalitica trasformata successivamente nel mastio quadrato longobardo. Tale trasformazione avvenne quando il conte Paldefrido vi pose la sua sede X secolo.
Nel XIV secolo, al mastio quadrato, furono aggiunte tre torri circolari e la braga merlata.
Fu trasformato completamente nel XV secolo dai Pandone, signori di Venafro; era difeso su tre lati da un grande fossato alla cui realizzazione fu coinvolta l'intera popolazione. Il fossato non venne mai del tutto completato per via di una rivolta popolare che reclamava le cattive condizioni in cui era costretta a lavorare.
Al castello si accedeva attraverso un ponte levatoio ad ovest e una postierla ad est. Postierla che permetteva l'accesso di un cavaliere alla volta e pertanto poteva essere controllata da una sola guardia.
Enrico Pandone lo trasformò in residenza rinascimentale aggiungendovi un giardino all'italiana, un arioso loggiato e facendolo affrescare con le immagini dei suoi poderosi cavalli. I cavalli per il conte rappresentavano la sua attività principale.
Ancora oggi i ritratti di cavalli in grandezza naturale, in numero di ventisei e realizzati in leggero rilievo, decorano tutto il piano nobile e costituiscono un'esclusiva per il castello di Venafro.
Nella sala dei cavalli da guerra primeggia la sagoma del cavallo San Giorgio, donato da Enrico a Carlo V. Enrico rimase sempre devoto a Carlo V fino alla discesa di Lotrec dalla Francia. Carlo V ebbe la meglio sul francese e il tradimento costò ad Enrico la decapitazione in Napoli. Al di sotto del piano di ronda un camminamento con feritoie permetteva il controllo del maniero dal piano del fossato. Il camminamento è interamente percorribile.
Nel XVII secolo il Castello, dopo essere stato della famiglia vicereale dei Lannoy, passò ai Peretti-Savelli, familiari di Sisto V, e nel secolo successivo alla potente famiglia dei di Capua.
Giovanni di Capua lo trasformò nella sua residenza in vista del matrimonio che avrebbe dovuto contrarre con Maria Vittoria Piccolomini, agli inizi del Settecento. Grandi lavori furono intrapresi tra cui la rimozione di gran parte dei cavalli fatti realizzare da Enrico Pandone.
Matrimonio che rimase un sogno per l'immatura scomparsa di Giovanni. Lo stato avanzato dei preparativi per tale evento aveva portato a concretizzarlo nel grande stemma, che è ancora nel salone, dove l'unione dei blasoni delle due casate ricorda un avvenimento che non è mai accaduto.
Dopo anni di lavori di restauro, che come tutti gli interventi ha momenti felici e meno felici, il Castello di Venafro ospita convegni e mostre e può essere visitato ogni giorno. Dal 2013 il Castello è sede del Museo nazionale del Molise, con una ricca Pinacoteca di testimonianze artistiche molisane, confrontate con altre di proprietà statale, provenienti dai depositi dei Musei di Capodimonte e San Martino di Napoli, della Galleria Nazionale d'Arte Antica di Roma e del Palazzo Reale di Caserta.
- Torre del mercato, poi palazzo Caracciolo

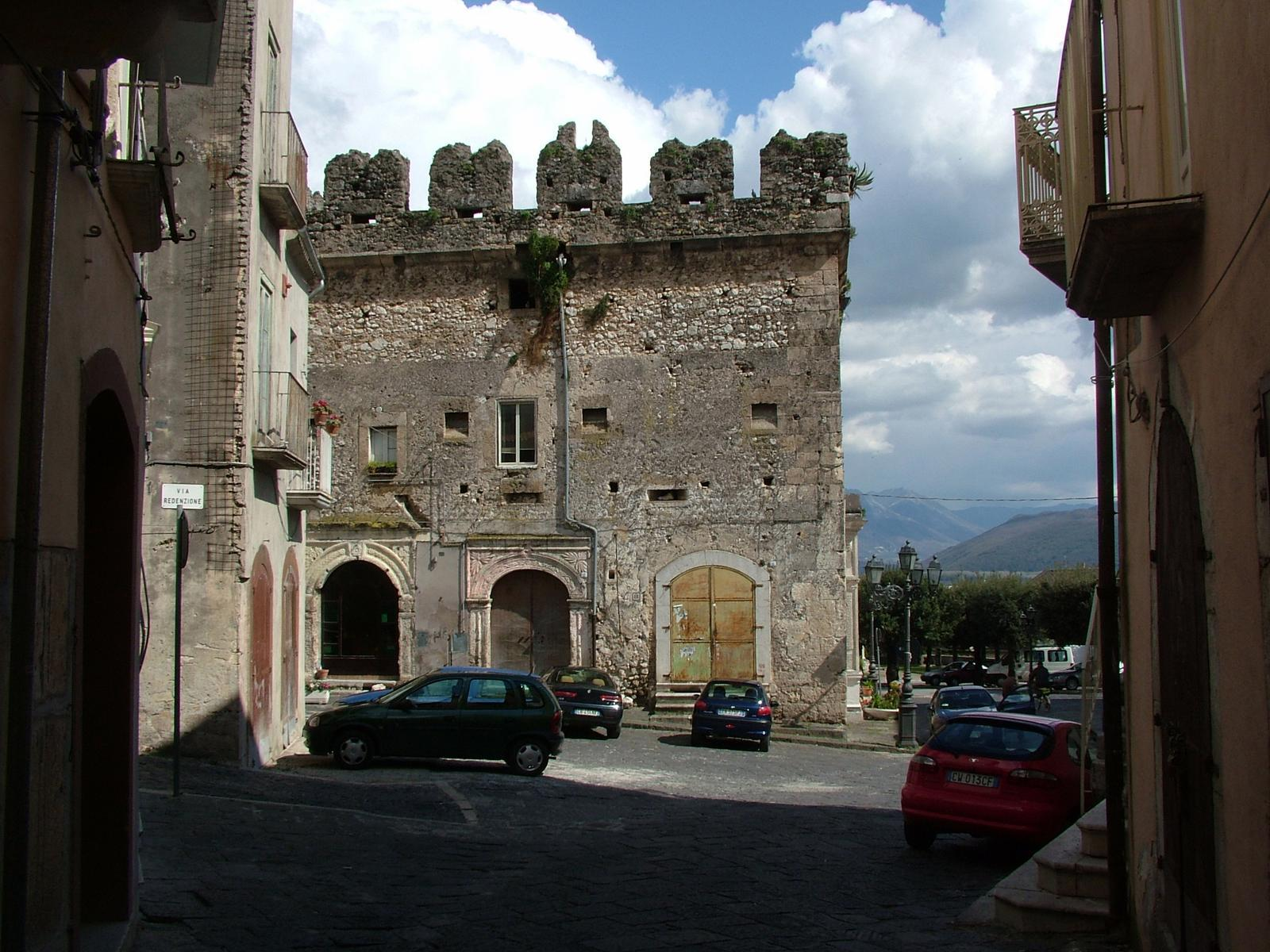
Torre del mercato

Struttura difensiva di origine medievale con i suoi possenti merli, eretta a difesa di quella che un tempo corrispondeva alla porta orientale di Venafro.
- Torricella

Fortificazione in montagna. Di origine romana, è stata restaurata.

### Aree naturali
- Oasi Le Mortine

L'Oasi Le Mortine è un'area naturale protetta di 110 ettari ha affidata in gestione all'Associazione Pianeta Terra Onlus nei pressi dello sbarramento ENEL per la produzione idroelettrica. È composto da una zona boschiva igrofila e vaste aree a canneto lungo le sponde del bacino di regolazione. L'area ricade all'interno di un sito di interesse comunitario e una zona di protezione speciale, La vegetazione ripariale che un tempo avvolgeva il Volturno, oggi si organizza solo in aree limitate in formazioni igrofile consistenti e dotate di un buon grado di naturalità. Tra di esse assume particolare importanza naturalistica il bosco igrofilo delle Mortine esteso oltre 100 ha, di cui il nucleo boschivo concesso dall'ENEL a Pianeta Terra rappresenta un frammento intatto da almeno 45 anni. In quest'area, interposta tra le Mainarde ed il Matese, il Volturno penetra una fitta coltre boschiva igrofila, frazionata dai suoi rami secondari che circoscrivono isole impenetrabili dalle caratteristiche uniche nel corso del fiume. Poc'anzi lo sbarramento dell'ENEL il fiume si allarga e le sue acque lente permettono lo sviluppo di un canneto che borda anche le sponde del contiguo bacino di regolazione. Pur essendo affidati a Pianeta Terra circa 30 ettari di territorio contiguo all'impianto ENEL "Presa Volturno" (realizzato negli anni cinquanta a seguito di un Decreto Regio del marzo 1942), il comprensorio abbraccia una estesa isola demaniale fluviale ed un lago artificiale, interessando in totale oltre 50 ettari. L'intero comprensorio è da considerare, sia dal punto di vista storico che paesaggistico, il limite settentrionale della Reale Caccia Borbonica di Venafro e Torcino. Dalle lettere di Luigi Vanvitelli (architetto di corte) al fratello Urbano si apprende che le battute di caccia a Venafro si tenevano nei mesi di febbraio e marzo, e duravano una decina di giorni. Durante il soggiorno a Venafro Ferdinando IV andava a cacciare nelle "mene" del Colle di Santa Lucia, Castagneto, Mortina, Castellone, Mortina delle Colonne, Colle di Torcino e Selvone.
- Parco regionale agricolo storico dell'olivo di Venafro

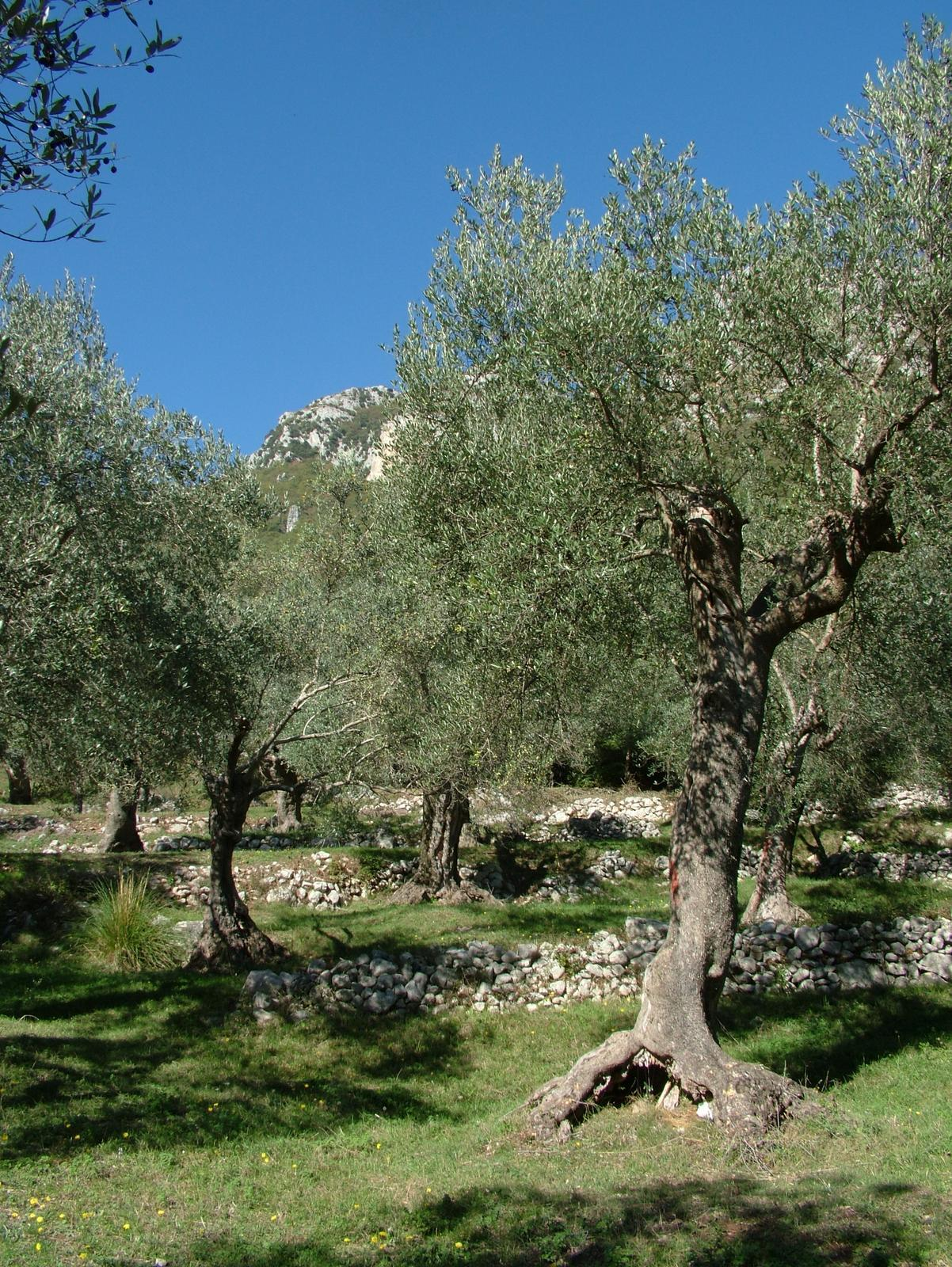
Parco Oraziano

Detto anche Parco Oraziano o Campaglione, è il primo parco regionale del Molise, istituito con legge regionale per salvaguardare il patrimonio olivicolo del territorio venafrano. Il Parco Regionale Agricolo Storico dell'Olivo di Venafro è il primo Parco tematico sull'olivo del Mediterraneo. Oltre alla sua valenza agricola e ambientale, è uno strumento di promozione turistica del territorio venafrano che oltre al suo valore agricolo è ricco in emergenze storiche ed ecologiche che emergono tra i muretti a secco e i terrazzamenti. Gli olivi di Venafro sono menzionati nelle opere dei massimi poeti latini per l'ottima qualità dell'olio: tra essi Orazio, da cui Parco Oraziano.

## Società

### Evoluzione demografica
Abitanti censiti

Se si escludono i decenni 1861 e 1911, la popolazione è sempre cresciuta soprattutto a partire dagli anni settanta. È distribuita nel centro abitato, in località "Madonnella", oltre che nelle tre frazioni del comune.

### Etnie e minoranze straniere
Al 31 dicembre 2019 gli stranieri residenti erano 480, pari al 4,3% della popolazione. Le nazionalità maggiormente rappresentate erano:
- India 107
- Marocco 72
- Romania 70

### Religione
La maggior parte della popolazione è di religione cristiana appartenente alla Chiesa cattolica, la città insieme ad Isernia è sede della diocesi di Isernia-Venafro. Sul territorio comunale si contano 5 parrocchie rientranti nella stessa forania di Venafro:
- San Giovanni in Platea
- Santi Martino e Nicola
- Santi Simeone e Caterina
- Santa Maria di Loreto
- SS. Rosario (Ceppagna-Vallecupa-Le Noci)
- Basilica di San Nicandro
- Convento dei Francescani, nel 1911 vi soggiornò San Padre Pio da Pietrelcina[21][22]

### Tradizioni e folclore

#### Festa dei santi Martiri Nicandro, Marciano e Daria (16-17-18 Giugno)
Nicandro e Marciano erano due valorosi soldati romani, probabilmente originari della Mesia (l'odierna Bulgaria), di stanza a Venafro. Secondo la tradizione Daria era moglie di Nicandro. Pur consapevoli dei rischi che comportava la loro scelta, abbracciarono la religione cristiana. Furono arrestati e condannati a morte per non aver voluto rinnegare la loro fede il 17 giugno del 303 d.C.

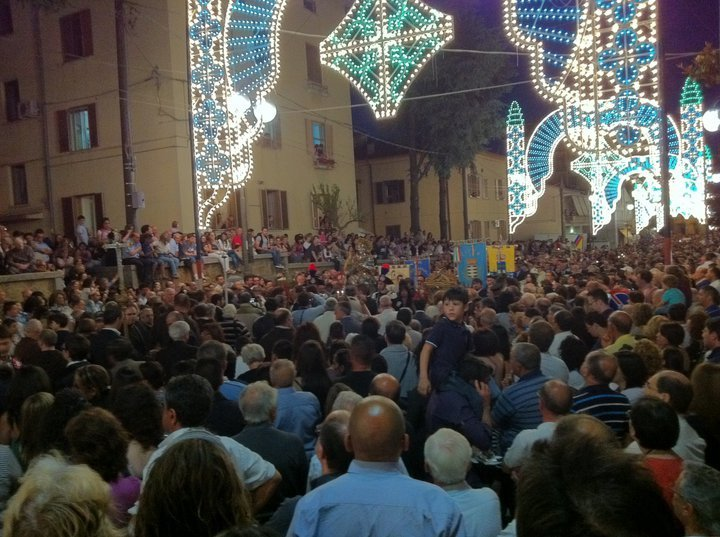
Processione dei Ss. Martiri su Corso Molise

Il Martirologio Romano, in realtà, riporta il martirio di Nicandro e Marciano, ma non quello di Daria, la cui figura trova riscontro unicamente nella leggenda popolare. Si narra infatti che Nicandro rifiutò di sacrificare agli dei pagani confermando la fede in Cristo, proprio dietro incoraggiamento di sua moglie. Daria sarà poi martirizzata qualche giorno dopo ma il Martirologio Romano non ne fa menzione.
Precede i festeggiamenti il mese di San Nicandro caratterizzato dalle sante messe alle 6,00 e alle 19,00 a partire dal 17 maggio e fino al 17 giugno affollate da centinaia di persone ogni giorno e celebrate dai diversi sacerdoti della diocesi di Isernia-Venafro. Il 17 maggio alle 6,00 del mattino si tiene una processione dalla chiesa barocca dell'Annunziata alla basilica dei Ss. Martiri con la celebrazione della messa e il ritorno del busto argenteo di san Nicandro e delle reliquie alla chiesa dell'Annunziata.
Il 15 giugno, a mezzanotte, presso il convento dei cappuccini, si ufficializza l'apertura della festa patronale con il suono di un motivetto ripetitivo eseguito da una piccola banda composta di elementi semplici che viene chiamata "bandarella". Centinaia di persone, nonostante la tarda ora partecipano a questo evento unico e suggestivo. Infatti per tutta la notte il motivetto viene ripetuto per le strade della città annunciando a tutti l'inizio dei festeggiamenti.
Il giorno 16 giugno si apre con fuochi pirotecnici, suono di campane, la santa messa in basilica al mattino e il giro delle bande musicali. Ed è proprio in questo giorno che si svolge la solenne processione che alle 19,30, dalla chiesa dell'Annunziata, porta il busto argenteo e le reliquie di san Nicandro e le reliquie di san Marciano e santa Daria presso la basilica alle porte della città dove si svolgono i solenni vespri cantati presieduti dal vescovo. Nella sera vi è un concerto bandistico.
Il 17 giugno è il giorno in cui si ricordano i tre martiri con numerose messe e il solenne pontificale delle 11,00 presieduto dal vescovo durante il quale c'è la consegna delle chiavi e dei ceri da parte del sindaco al vescovo che le consegna idealmente a San Nicandro ponendole tra le mani del busto argenteo. Accorrono molti fedeli dal circondario. Per quanto riguarda i festeggiamenti civili, la mattina si tiene la tradizionale fiera e durante la giornata c'è il giro delle bande. La sera c'è un concerto di musica leggera con cantanti di fama nazionale.
Il 18 giugno si celebrano altre sante messe. Il simbolo dei festeggiamenti però è la solenne processione serale, caratterizzata dal canto corale dell'inno a dedicato ai santi, dal luccichio delle migliaia di candele portate in processione e dall'enorme partecipazione popolare al corteo religioso. La processione ha inizio verso le ore 20,00 dalla basilica subito dopo la cosiddetta "ammessa", ovvero l'asta per aggiudicarsi il diritto di portare in spalla le statue, e termina dopo la mezzanotte, quando ha percorso tutto il centro storico cantando nelle varie fermate l'antico inno popolare ai santi martiri. Nella cattedrale di Santa Maria Assunta in Cielo c'è l'omelia del vescovo. Il luogo di conclusione del sacro e solenne rito è la chiesa dell'Annunziata, dove il busto e le reliquie rimangono fino alle festività successive.
In questi giorni di festa si svolge la fiera di san Nicandro il giorno 17, si allestiscono eventi collaterali, viene allestito un luna park in viale San Nicandro, si svolge anche il trofeo San Nicandro, gara podistica di caratura nazionale con atleti provenienti da diverse regioni di Italia e periodicamente si allestisce l'opera di San Nicandro, dramma sacro sulla vita dei martiri.

### Lingue e dialetti
Accanto alla lingua italiana, a Venafro viene parlato anche il dialetto venafrano. Quest’ultimo ha delle affinità coi dialetti campani al quale si avvicina molto seppur con svariate variazioni. Ciò scaturisce dal fatto che fino ai primi del novecento la città apparteneva alla Terra di Lavoro e quindi alla provincia di Caserta. Ma già secoli prima apparteneva all'antico Regno di Napoli. Per questo motivo il dialetto, ma anche le tradizioni e gli usi, sono molto più vicini alla Campania e non al Molise a cui appartiene. Esplorando il lessico troviamo elementi linguistici che riconducono inequivocabilmente al dialetto napoletano e campano in generale ("ngòppa" = sopra, "iàmm" = andiamo, "nisciuno" = nessuno, cìènte = cento, vìènte = vento ecc.). C'è poi l'uso del verbo servile "aggia" = devo, "agg' fatt" per ho fatto. Cambiamenti ci sono invece per quanto riguarda gli articoli: si usa "i" (ad es. "i can" = il cane, "i sciume" = il fiume), gl', le. Pochi altri sono i cambiamenti oltre che una differente cadenza nel parlare rispetto al napoletano.

### Istituzioni, enti e associazioni

#### Ospedale civico Santissimo Rosario
La cittadina è dotata anche dell'Ospedale civico Santissimo Rosario ed è sede del distretto sanitario di zona. Tale ospedale esiste fin dal XVII secolo quando fu fondato dalla congrega del SS. Rosario e la vecchia sede in via Ospedale è stata attiva fino ai primi anni novanta, quando è stata inaugurata l'attuale struttura moderna e antisismica. La struttura ospedaliera richiama migliaia di utenti anche dalle regioni limitrofe anche se negli ultimi tempi ha subito un forte ridimensionamento causa di aspre diatribe con le amministrazioni locali e malcontento tra la popolazione del vasto territorio di riferimento anche extra-regionale. Attualmente è dotato di circa 60 posti letto, dopo che il piano di rientro ne ha dimezzato il numero che era di circa 130 posti letto. I reparti funzionanti sono:
- Medicina generale
- Ortopedia e traumatologia
- Riabilitazione
- Radiologia
- Emodialisi
- Laboratorio Analisi
- Diabetologia
- Punto di primo soccorso
- Ambulatori

## Cultura

### Musei

#### Museo archeologico di Venafro
Il museo archeologico di Venafro è ospitato all'interno del ex monastero seicentesco di Santa Chiara, in cui aveva trovato sede il piccolo museo civico istituito nel 1931 in seguito ai ritrovamenti archeologici del 1919 in località Terme di Sant'Aniello. Oltre all'antica raccolta il museo conserva anche i ritrovamenti provenienti dai recenti scavi archeologici che hanno permesso di conoscere meglio l'insediamento sannitico e la Venafro di età imperiale.

#### Museo nazionale del Molise
Il museo nazionale di Castello Pandone è frutto del lavoro delle strutture territoriali del ministero per i beni e le attività culturali. Opere del territorio regionale, tutelate all'interno di castello Pandone, sono state confrontate con altre di proprietà statale, provenienti dai depositi dei musei di Capodimonte e San Martino di Napoli, della galleria nazionale d'arte antica di Roma e della reggia di Caserta.

#### Museo WinterLine
Il museo WinterLine è un museo storico-militare dedicato alla Winter Line, con sede nel Palazzo De Utris, ed espone una mostra permanente con reperti storici risalenti alla seconda guerra mondiale.

#### Biblioteca comunale "De Bellis-Pilla"
In città sono presenti diverse associazioni culturali. La biblioteca comunale è sita in via Milano e dispone di un secondo ingresso accanto alla chiesa di Sant'Agostino in via Leopoldo Pilla, dove è disponibile una vasta raccolta di libri, molti dei quali antichi. Il primo nucleo della collezione risale al 1700 per opera del primicerio della cattedrale Antonio De Bellis, il quale depositò presso il convento del Carmine circa 1400 libri e opuscoli. Alla sua morte la consistenza libraria era più che raddoppiata. La biblioteca fu quindi trasferita nei locali attuali, di proprietà del fondatore. Con il trascorrere dei secoli la biblioteca si è arricchita ulteriormente di preziosi volumi riguardanti la storia e i costumi non solo di Venafro ma anche dell'Italia intera.
Dal mese di luglio 2003 raccoglie l'intero patrimonio librario donato alla biblioteca dal dottor Gennaro Morra. Il fondo si trova in un'apposita sezione a lui intitolata.

### Istruzione

#### Scuole
Ci sono tre istituti scolastici statali: l'Istituto di Istruzione Secondaria "Antonio Giordano" che comprende il Liceo Classico, il Liceo Scientifico e l'Istituto Tecnico Commerciale e per Geometri nonché indirizzi di istruzione professionale. Per il primo ciclo d’istruzione sono presenti l'Istituto Comprensivo "Leopoldo Pilla" con la scuola dell'infanzia (a Ceppagna) e quella primaria e secondaria di primo grado, l'Istituto Comprensivo "Don Giulio Testa" che ospita la scuola dell'infanzia e la scuola primaria. Infine ci sono altri istituti privati.

### Media

#### Stampa
- Quotidiano del Molise
- Nuovo Molise
- Il Tempo Molise
- Primo Piano Molise
- Futuro Molise

#### Radio
- Radio Valentina
- Radio Luna Network
- Radio Orizzonte

#### Televisione
Dall'aprile del 1999 ha spostato la sua sede centrale l'Emittente più "antica" della regione, TVI Molise, titolare di frequenze radiotelevisive dal 1978, allora con il nome di "teleisernia".
- TVI
- Teleregione
- Telemolise

### Cinema
La città di Venafro è stata nel 1957 palcoscenico per il film di Totò e Fernandel, La legge è legge, nella quale Venafro è "travestita" dall'immaginario paese italo-francese di Assola.
Nel 1971 nelle campagne del comune vicino alle rive del Volturno sono state invece girate alcune scene di ...continuavano a chiamarlo Trinità.
Nel 1996 il centro storico della città è stato teatro del film I magi randagi del regista Sergio Citti che ripropose in questa pellicola un vecchio progetto pasoliniano, caratterizzato da una comicità beffarda e surreale. Facevano parte del cast: Silvio Orlando, Gastone Moschin e Patrick Bauchau.

### Cucina
Venafro è l'unico centro molisano a potersi fregiare del marchio "Mozzarella di Bufala Campana D.o.p.", lo stesso per quanto riguarda la "Ricotta di Bufala Campana D.o.p.". Ciò deriva dal fatto che in zona esistono diversi produttori di questo prodotto caseario dal momento che la città fino all'unita d'Italia apparteneva alla "Terra di Lavoro" e quindi conserva tradizioni anche gastronomiche campane. Altro prodotto tipico è il rinomato olio extravergine d'oliva, già famoso nell'antica Roma, denominato "Aurina". La produzione avviene nelle immense distese di olivi che coprono le colline del territorio e parte della piana. Famose sono le verdure prodotte negli orti di Venafro, il pane e i taralli all'olio di oliva. Altre bontà gastronomiche sono la polenta coi "caurigl" (ovvero piccoli cavoli), una polenta verde a base di verdura e olio. I "sciusc" sono simili per forma alle ciambelle, ma vengono preparati con farina e acqua bollita con rami di rosmarino e cannella; sono un prodotto tipico natalizio così come la "zuppa alla santè", un piatto tipico che viene preparato con il brodo di gallina (la cui carne viene spezzettata), polpettine di vitello, scarola e uovo sodo tritato. Altri prodotti di Natale sono i "c'ciariegl". Nel periodo di Pasqua sono invece obbligatori sulle tavole dei venafrani la pastiera, i "canesciun" (letteralmente: qua nessuno), questi ultimi sono realizzati con pasta frolla ripiena di biete, olive e acciughe sotto sale e la frittata di Pasqua realizzata con un minimo di 33 uova (ovvero gli anni di Cristo). A Carnevale si preparano "le nocch", ovvero le chiacchiere napoletane.

## Geografia antropica

### Urbanistica
Venafro nel corso del tempo ha subito sostanziali modifiche nel suo assetto urbanistico: il centro storico è adagiato alle pendici del monte Santa Croce racchiuso nelle antiche mura medievali. Dagli anni sessanta, in seguito ad un costante e moderato incremento demografico, c'è stato lo sviluppo di nuove zone urbane. In particolar modo negli ultimi anni si stanno urbanizzando le zone tra Venafro e Pozzilli e lungo il Rava.

### Centro storico
Il centro storico è stato costruito sulla preesistente struttura urbana romana. Ai piani superiori degli edifici si trovano le abitazioni, mentre i locali del piano inferiore sono adibiti a botteghe, come è visibile soprattutto nella via per dentro (via Plebiscito). In particolare è possibile identificare il nucleo longobardo nell'area nei pressi del Castello e l'area medioevale e rinascimentale che ricalca le antiche strade romane.
Lungo il perimetro del centro storico è possibile individuare il tracciato murario e le varie porte di accesso alla città. Al di fuori delle mura si ritrovano le sorgenti dalle quali attingere l'acqua.

### Quartieri
Venafro può essere divisa nelle seguenti zone:
| Quartiere                 | Siti d'interesse |
| ------------------------- | --- |
| Centro Storico            | Concattedrale di Santa Maria Assunta, chiesa del Carmine, chiesa della SS. Annunziata, chiesa di Sant'Agostino, chiesa di Cristo, chiesa di San Francesco, chiesa di San Sebastiano, chiesa di Santa Chiara, chiesa del Purgatorio, chiesa di San Paolo, chiesa detta di Sant'Antuono, chiesetta della Madonna delle Grazie, chiesa di Sant'Angelo; castello Pandone, torre Caracciolo, palazzo Cimorelli, palazzo Armieri, palazzo Macchia-Nola, palazzo Del Prete, palazzo Colicchi, palazzo De Lellis, palazzo Del Vecchio, palazzo Mancini, palazzo Fiondella; museo archeologico nazionale "Santa Chiara"; area archeologica di sant'Aniello (teatro, odeon, terme); monumento ai caduti; municipio; istituto riabilitativo C.A.R.S.I.C.; liceo classico "A. Giordano"; biblioteca comunale; uffici Inps, Inpdap, Centro per l'impiego, Agenzia delle Entrate. |
| Centro                    | Poste centrali, stazione ferroviaria, scuola elementare statale in via Colonia Giulia, palazzina Liberty, villa Maria, Sorgenti del San Bartolomeo, Corpo Forestale dello Stato, sede ARSIAM, Comunità montana del Volturno, CAF Coldiretti. |
| Maiella-V.le San Nicandro | Chiesa e convento di San Nicandro, Cimitero militare francese, I.S. I.S.S. "A. Giordano", scuola media statale "L. Pilla", cittadella militare di Venafro (Guardia di Finanza, Carabinieri), Giudice di Pace, Pretura, Polizia Municipale. |
| Starza                    | Ospedale civile SS. Rosario, distretto sanitario di Venafro, SERT, chiesa di San Luigi Orione, cappella della Madonna delle Rose, stadio comunale "Marchese Del Prete", palazzetto dello Sport, sede del Consorzio di Bonifica della Piana di Venafro. |
| Via Campania-Strepparo    | Area prettamente residenziale e commerciale, area IACP, chiesetta di San Donato. |
| Maria Pia-Rava            | Chiesa dei Santi Martino e Nicola, area prettamente residenziale, Istituto Comprensivo "Don G. Testa", I Circolo Didattico. |
| La Madonnella             | Centro commerciale, area industriale, pista ciclabile. |

### Frazioni
- Ceppagna, con circa 550 abitanti, situata a quasi 300 m s.l.m. a 4 km dal capoluogo comunale, è la più grande delle frazioni di Venafro. Il paese si sviluppa lungo la Casilina ed è sede di un ufficio postale, di alcuni bar e attività commerciali. La piccola chiesa situata nel cuore del borgo antico è intitolata alla Madonna del Rosario, patrona del paese, che si festeggia nella prima domenica di ottobre.
- Vallecupa conta circa 120 abitanti e si trova, come si evince dal nome, in una piccola valle, a circa 300 metri sul mare, ai confini con la Campania e alle pendici del monte Cesima. Fino a circa trenta anni fa era frazione del vicino comune di Sesto Campano. Dista da Venafro circa 6 km. Vi sorge la piccola chiesa di Santa Maria degli Angeli, patrona del paese.
- Le Noci conta circa 50 abitanti e si trova alle pendici del monte Sambucaro (1205 m), a circa 400 m s.l.m. Gode di un clima più fresco rispetto al capoluogo comunale (dal quale dista circa 4,5 km) grazie ad una minore esposizione al sole e ad una ventilazione costante. Si tratta di un borgo abitato prevalentemente da anziani dediti alla pastorizia.

## Economia
L'agricoltura viene praticata tradizionalmente a livello familiare. In particolare è tuttora attiva la storica produzione di olio d'oliva: Venafro ha ottenuto lo status di "Città dell'olio", e vanta una specie autoctona di ulivo, l'Aurino. Ci sono molte aziende agricole nella piana. Il territorio inoltre  è stato compreso tra quelli idonei alla coltivazione del vitigno “Tintilia”.Tale vitigno, riconosciuto autoctono del Molise, quindi tutelato dalla legge con la impossibilità di impianto in altre aree del territorio italiano, può essere coltivato per ottenere uve destinate alla vinificazione per la produzione della DOP “Tintilia del Molise”.
A pochi chilometri da Venafro sorge il nucleo industriale di Venafro-Pozzilli con industrie metalmeccaniche, manifatturiere, edili, di detersivi, aziende agricole e alimentari.
Fiorente il commercio, grazie alla sua posizione strategica, posta all'incrocio di due strade statali, con molte attività. Poco sviluppato il turismo nonostante il patrimonio artistico, architettonico, storico e culturale di Venafro tra i più importanti del Molise e delle zone limitrofe.
Tra le attività più tradizionali vi sono quelle artigianali, che pur non essendo diffuse come nel passato non sono del tutto scomparse, e si distinguono per la lavorazione della canapa finalizzata alla produzione di corde e di funi.

## Infrastrutture e trasporti
La città è attraversata dalla strada statale 85 Venafrana, che collega lo svincolo autostradale di Caianello e la Campania con il Molise; la strada statale 6 dir Via Casilina che collega il Molise con il Lazio ed il casello autostradale di San Vittore del Lazio. La '''Strada Statale 85 var Variante di Venafro''' è un'opera viaria di nuova costruzione inaugurata nel 2008 per risolvere parzialmente il problema dell'attraversamento del centro urbano di Venafro e il relativo traffico congestionato. La piana di Venafro è attraversata da numerose strade di bonifica che permettono un veloce transito dei mezzi agricoli oltre che del traffico locale.
Esistono numerose linee autobus urbane, extra urbane, regionali ed interregionali.

### Ferrovie
Il comune è attraversato dalla ferrovia Vairano-Isernia ed è capolinea della Ferrovia Rocca d'Evandro-Venafro

## Amministrazione
| Periodo           | Periodo           | Primo cittadino    | Partito                | Carica                  | Note |
| ----------------- | ----------------- | ------------------ | ---------------------- | ----------------------- | ---- |
| 18 aprile 1946    | 17 gennaio 1948   | Pasquale Morra     |                        | Sindaco                 |      |
| 18 gennaio 1948   | 17 febbraio 1952  | Pasquale De Cola   |                        | Sindaco                 |      |
| 18 febbraio 1952  | 7 giugno 1952     | Luigi Palumbo      |                        | Sindaco                 |      |
| 8 giugno 1952     | 28 ottobre 1953   | Antonio Palumbo    |                        | Sindaco                 |      |
| 29 ottobre 1953   | 14 gennaio 1954   | Nicandro Vizoco    |                        | F.F.                    |      |
| 15 gennaio 1954   | 10 febbraio 1954  | Annibale Durante   |                        | Sindaco                 |      |
| 11 febbraio 1954  | 6 giugno 1955     | Alfonso Cantone    |                        | Commissario Prefettizio |      |
| 7 giugno 1955     | 19 agosto 1955    | Carlo Lattanzio    |                        | Commissario Prefettizio |      |
| 20 agosto 1955    | 13 giugno 1956    | Alfonso Cantone    |                        | Commissario Prefettizio |      |
| 14 giugno 1956    | 21 agosto 1956    | Luigi Palumbo      |                        | Sindaco                 |      |
| 22 agosto 1960    | 10 dicembre 1960  | Marciano Gargano   |                        | Sindaco                 |      |
| 11 dicembre 1960  | 9 dicembre 1964   | Vittorio Pinto     |                        | Sindaco                 |      |
| 10 dicembre 1964  | 13 maggio 1966    | Gaetano Galardi    |                        | Sindaco                 |      |
| 14 maggio 1966    | 4 agosto 1967     | Giuseppe Di Lauro  |                        | Sindaco                 |      |
| 5 agosto 1967     | 26 ottobre 1967   | Mario Ricci        |                        | F.F.                    |      |
| 27 ottobre 1967   | 2 febbraio 1969   | Giovanni Fichera   |                        | Sindaco                 |      |
| 3 febbraio 1969   | 18 maggio 1973    | Basileo Milano     |                        | Sindaco                 |      |
| 10 gennaio 1974   | 14 giugno 1976    | Nicandro Testa     |                        | Sindaco                 |      |
| 15 giugno 1976    | 22 giugno 1976    | Giuseppe Di Lauro  |                        | F.F.                    |      |
| 23 giugno 1976    | 9 marzo 1977      | Aldo Bucci         |                        | Sindaco                 |      |
| 10 marzo 1977     | 25 ottobre 1985   | Pietro Petrecca    |                        | Sindaco                 |      |
| 26 ottobre 1985   | 3 novembre 1985   | Mario Virgilio     |                        | F.F.                    |      |
| 4 novembre 1985   | 6 novembre 1987   | Nicandro Testa     |                        | Sindaco                 |      |
| 7 gennaio 1987    | 14 settembre 1987 | Michele Antonucci  |                        | Commissario Prefettizio |      |
| 15 settembre 1987 | 1º dicembre 1994  | Vincenzo Ottaviano |                        | Sindaco                 |      |
| 2 dicembre 1994   | 26 giugno 1996    | Tony Incollingo    |                        | Commissario Prefettizio |      |
| 27 giugno 1996    | 5 gennaio 2000    | Vincenzo Ottaviano |                        | Sindaco                 |      |
| 6 gennaio 2000    | 15 aprile 2000    | Luigi Petroni      |                        | F.F.                    |      |
| 16 aprile 2000    | /                 | Enzo Bianchi       |                        | Sindaco                 |      |
| /                 | /                 | Ernesto Cardarelli |                        | F.F.                    |      |
| /                 | 2 aprile 2005     | Nicandro Cotugno   |                        | F.F.                    |      |
| 3 aprile 2005     | /                 | Vincenzo Cotugno   |                        | Sindaco                 |      |
| /                 | 15 aprile 2008    | Nicandro Cotugno   |                        | F.F.                    |      |
| 16 aprile 2008    | 30 maggio 2012    | Nicandro Cotugno   | Venafro sarà           | Sindaco                 |      |
| 31 maggio 2012    | novembre 2012     | Erminia Ocello     |                        | Commissario Prefettizio |      |
| novembre 2012     | maggio 2013       | Giuseppina Ferri   |                        | Commissario Prefettizio |      |
| 27 maggio 2013    | 10 giugno 2018    | Antonio Sorbo      | Venafro cambia Venafro | Sindaco                 |      |
| 11 giugno 2018    | in carica         | Alfredo Ricci      | Insieme per Venafro    | Sindaco                 |      |

### Gemellaggi
Venafro è gemellata con:
- Cēsis
- Cassino (dal 1983 gemellaggio delle comunità giovanili che seguono le squadre calcistiche cittadine)

## Sport
La principale squadra di calcio della città è l'U.S. Venafro 1966 che milita nell'Eccellenza Molise. Tra i suoi tesserati si ricordano il calciatore Diego Armando Maradona Junior (2007-2008) e gli allenatori Rosario Rivellino, Domenico Progna, Alberto Urban, Corrado Urbano, Mario Buccilli. La tifoseria venafrana è profondamente legata a quella cassinate da un duraturo gemellaggio iniziato nel 1983.
La squadra di pallacanestro cittadina è la società Basket Venafro fondata nel 1977.
La società di pallavolo con sede nel Comune è la Venafro Volley, fondata nel 2007. La squadra maschile milita in Serie D.
La principale squadra di calcio a 5 è lo Sporting Venafro, milita nella Serie B (calcio a 5) (stagione 2021-22), c'è anche il Venafro F.C che comprende sia la squadra maschile che femminile. La squadra maschile milita nella serie C1 molisana (stagione 2021-22), la squadra femminile nella serie C molisana (stagione 2021-2022)
La squadra di nuoto è la Swim Project Venafro, che gareggia nel Comitato Regionale Lazio

### Impianti sportivi
L'impianto principale di Venafro è lo stadio comunale "marchese Alessandro del Prete". Vi sono inoltre una palestra comunale e una piscina.